# Depot von Neumětely
Das Depot von Neumětely (auch Hortfund von Neumětely) ist ein Depotfund der frühbronzezeitlichen Aunjetitzer Kultur aus Neumětely im Středočeský kraj, Tschechien. Es datiert in die Zeit zwischen 1800 und 1600 v. Chr. Das Depot befindet sich heute in der Sammlung der Burg Orlík.

## Fundgeschichte
Das Depot wurde 1866 nordöstlich von Neumětely beim Bau der Straße nach Hořovice im Revier „na Housině“ entdeckt. Es lag dicht unter der Oberfläche.

## Zusammensetzung
Das Depot besteht aus zehn Bronzegegenständen: fünf Randleistenbeile, eine Lanzenspitze, zwei Kugelkopfnadeln und zwei offene doppelte Draht-Armringe. Die Gegenstände waren sorgfältig angeordnet worden. Zuunterst lagen zwei Beile und zwischen ihnen die Lanzenspitze. Die drei Gegenstände wiesen alle in die gleiche Richtung. Hierüber lagen zwei weitere in gleicher Weise angeordnete Beile und auf diesen im rechten Winkel das fünfte Beil. Auf diesem lagen die beiden Nadeln, die in entgegengesetzte Richtungen wiesen. Die beiden Ringe lehnten an den Seiten und waren an das oberste Beil und die Tülle der Lanzenspitze gestützt.